# Ginshachia bronacha
Ginshachia bronacha là một loài bướm đêm thuộc họ Notodontidae. Nó được tìm thấy ở Java, Thái Lan, bán đảo Mã Lai, Sumatra và Borneo.

## Phụ loài
- Ginshachia bronacha bronacha (Java, Thailand)
- Ginshachia bronacha aritai (bán đảo Mã Lai, Sumatra, Borneo)